# ساسول
ساسول (به انگلیسی: Sasol) شرکتی از آفریقای جنوبی است، که در زمینه معدن، انرژی، صنایع شیمیایی و سوخت‌های سنتتیک فعالیت دارد.
ساسول به‌ویژه توانایی تولید بنزین و گازوئیل از گاز طبیعی و زغال سنگ را طی فرایند فیشر–تروپش دارد. ساسول دارای چند کارخانه در ساسولبرگ و سکوندا، در آفریقای جنوبی است و در چند پروژه در کشورهای دیگر، مانند پتروشیمی آریاساسول در ایران، اوریکس جی‌تی‌ال در قطر و اسکراووس جی‌تی‌ال در نیجریه مشارکت دارد.